# Ennstalbahn
| IC bei Trautenfels. |                                |                                              |                                              |
| |                                |                                              |                                              |
| Streckennummer (ÖBB): | 102 01                         |                                              |                                              |
| Kursbuchstrecke (ÖBB): | 250                            |                                              |                                              |
| Streckenlänge: | 98,6 km                        |                                              |                                              |
| Spurweite: | 1435 mm (Normalspur)           |                                              |                                              |
| Stromsystem: | 15 kV 16,7 Hz ~                |                                              |                                              |
| Maximale Neigung: | 24 ‰                           |                                              |                                              |
| Minimaler Radius: | 233 m                          |                                              |                                              |
| Streckengeschwindigkeit: | 120 km/h                       |                                              |                                              |
| Zweigleisigkeit: | Stainach-Irdning–Abzw Liezen 1 |                                              |                                              |
| |                                |                                              |                                              |
| \| \| \| Salzburg-Tiroler-Bahn von Wörgl \| \| \| \| 0,238 \| Bischofshofen \| 544 m ü. A. \| \| \| \| Salzburg-Tiroler-Bahn nach Salzburg \| \| \| \| \| Salzach \| \| \| \| 1,597 \| Kreuzberg-Tunnel (711,10 m) \| Kreuzberg-Tunnel (711,10 m) \| \| \| \| Fritzbach (2×) \| \| \| \| 4,247 \| Pöham \| 610 m ü. A. \| \| \| \| Fritzbach \| \| \| \| 6,082 \| Alpfahrt-Tunnel (59,70 m) \| Alpfahrt-Tunnel (59,70 m) \| \| \| \| Fritzbach (3×) \| \| \| \| 9,085 \| Hüttau (seit 15. Dezember 2024) \| Hüttau (seit 15. Dezember 2024) \| \| \| 9,452 \| Hüttauer Tunnel (98,40 m) \| Hüttauer Tunnel (98,40 m) \| \| \| \| Fritzbach \| \| \| \| 10,079 \| Hüttau Terminal (bis 15. Dezember 2024 PV) \| 722 m ü. A. \| \| \| \| Fritzbach \| \| \| \| 12,237 \| Niedernfritz-St. Martin \| 758 m ü. A. \| \| \| \| Fritzbach (2×) \| \| \| \| \| Tauern Autobahn \| \| \| \| 17,085 \| Eben im Pongau \| 856 m ü. A. \| \| \| 21,018 \| Altenmarkt im Pongau (Awanst) \| 843 m ü. A. \| \| \| 24,070 \| Radstadt \| 832 m ü. A. \| \| \| 28,717 \| Ennswald-Forstau (02.06.1996 aufgelassen) \| Ennswald-Forstau (02.06.1996 aufgelassen) \| \| \| 32,275 \| Mandling \| 812 m ü. A. \| \| \| \| Landesgrenze Salzburg/Steiermark \| \| \| \| \| Mandlingbach \| \| \| \| 36,760 \| Pichl \| 769 m ü. A. \| \| \| 41,565 \| Schladming \| 739 m ü. A. \| \| \| 47,630 \| Oberhaus-Markt Haus (02.06.1996 aufgelassen) \| Oberhaus-Markt Haus (02.06.1996 aufgelassen) \| \| \| \| Enns (Stahlkastenbrücke) \| \| \| \| 51,722 \| Haus \| 698 m ü. A. \| \| \| 53,420 \| Aich-Assach \| 693 m ü. A. \| \| \| 57,725 \| Pruggern \| 690 m ü. A. \| \| \| 59,879 \| Gröbming \| 676 m ü. A. \| \| \| \| Sölkbach \| \| \| \| 63,351 \| Stein an der Enns \| 667 m ü. A. \| \| \| 67,798 \| Öblarn \| 663 m ü. A. \| \| \| 70,999 \| Niederöblarn \| 656 m ü. A. \| \| \| \| Enns \| \| \| \| 73,066 \| St. Martin am Grimming (PV bis 9.12.2006) \| 649 m ü. A. \| \| \| 77,968 \| Trautenfels (9.12.2006 aufgelassen) \| Trautenfels (9.12.2006 aufgelassen) \| \| \| 79,490 79,475 \| Fehlerprofil (-15 m) \| Fehlerprofil (-15 m) \| \| \| \| Salzkammergutbahn von Attnang-Puchheim \| \| \| \| 80,372 \| Stainach-Irdning \| 645 m ü. A. \| \| \| \| AB Ennstal-Milch \| \| \| \| 83,723 \| Abzw Liezen 1 \| Abzw Liezen 1 \| \| \| 83,829 \| Wörschach-Schwefelbad (ehem. Bhf) \| 644 m ü. A. \| \| \| 88,999 \| Anschlussbahn (Awanst) Gipswerk Knauf \| Anschlussbahn (Awanst) Gipswerk Knauf \| \| \| 90,388 \| Anschlussbahn (Awanst) Gipswerk Knauf \| Anschlussbahn (Awanst) Gipswerk Knauf \| \| \| 92,704 \| Liezen \| 642 m ü. A. \| \| \| \| Anschlussbahn Maschinenfabrik Liezen \| \| \| \| \| Enns \| \| \| \| 94,572 \| Anschlussbahn Josef Deisl GmbH (abgebaut) \| Anschlussbahn Josef Deisl GmbH (abgebaut) \| \| \| \| Pyhrn Autobahn \| \| \| \| 96,437 \| Abzw Selzthal West (geplant) \| Abzw Selzthal West (geplant) \| \| \| 97,610 \| Schleife Selzthal (geplant) n. Selzthal Süd \| Schleife Selzthal (geplant) n. Selzthal Süd \| \| \| \| Palten \| \| \| \| \| Rudolfsbahn von St. Michael \| \| \| \| 98,912 \| Selzthal \| 639 m ü. A. \| \| \| \| Rudolfsbahn nach Kleinreifling \| \| \| \| \| Pyhrnbahn nach Linz \| \| |                                |                                              |                                              |
| Strecke |                                | Salzburg-Tiroler-Bahn von Wörgl              | Salzburg-Tiroler-Bahn von Wörgl              |
| Bahnhof | 0,238                          | Bischofshofen                                | 544 m ü. A.                                  |
| Abzweig geradeaus und nach links |                                | Salzburg-Tiroler-Bahn nach Salzburg          | Salzburg-Tiroler-Bahn nach Salzburg          |
| Brücke über Wasserlauf |                                | Salzach                                      | Salzach                                      |
| Tunnel | 1,597                          | Kreuzberg-Tunnel (711,10 m)                  | Kreuzberg-Tunnel (711,10 m)                  |
| Brücke über Wasserlauf |                                | Fritzbach (2×)                               | Fritzbach (2×)                               |
| Bahnhof | 4,247                          | Pöham                                        | 610 m ü. A.                                  |
| Brücke über Wasserlauf |                                | Fritzbach                                    | Fritzbach                                    |
| Tunnel | 6,082                          | Alpfahrt-Tunnel (59,70 m)                    | Alpfahrt-Tunnel (59,70 m)                    |
| Brücke über Wasserlauf |                                | Fritzbach (3×)                               | Fritzbach (3×)                               |
| Haltepunkt / Haltestelle | 9,085                          | Hüttau (seit 15. Dezember 2024)              | Hüttau (seit 15. Dezember 2024)              |
| Tunnel | 9,452                          | Hüttauer Tunnel (98,40 m)                    | Hüttauer Tunnel (98,40 m)                    |
| Brücke über Wasserlauf |                                | Fritzbach                                    | Fritzbach                                    |
| Dienststation / Betriebs- oder Güterbahnhof | 10,079                         | Hüttau Terminal (bis 15. Dezember 2024 PV)   | 722 m ü. A.                                  |
| Brücke über Wasserlauf |                                | Fritzbach                                    | Fritzbach                                    |
| Haltepunkt / Haltestelle | 12,237                         | Niedernfritz-St. Martin                      | 758 m ü. A.                                  |
| Brücke über Wasserlauf |                                | Fritzbach (2×)                               | Fritzbach (2×)                               |
| Strecke mit Straßenbrücke |                                | Tauern Autobahn                              | Tauern Autobahn                              |
| Bahnhof | 17,085                         | Eben im Pongau                               | 856 m ü. A.                                  |
| Haltepunkt / Haltestelle | 21,018                         | Altenmarkt im Pongau (Awanst)                | 843 m ü. A.                                  |
| Bahnhof | 24,070                         | Radstadt                                     | 832 m ü. A.                                  |
| ehemaliger Haltepunkt / Haltestelle | 28,717                         | Ennswald-Forstau (02.06.1996 aufgelassen)    | Ennswald-Forstau (02.06.1996 aufgelassen)    |
| Bahnhof | 32,275                         | Mandling                                     | 812 m ü. A.                                  |
| Grenze |                                | Landesgrenze Salzburg/Steiermark             | Landesgrenze Salzburg/Steiermark             |
| Brücke über Wasserlauf |                                | Mandlingbach                                 | Mandlingbach                                 |
| Bahnhof | 36,760                         | Pichl                                        | 769 m ü. A.                                  |
| Bahnhof | 41,565                         | Schladming                                   | 739 m ü. A.                                  |
| ehemaliger Haltepunkt / Haltestelle | 47,630                         | Oberhaus-Markt Haus (02.06.1996 aufgelassen) | Oberhaus-Markt Haus (02.06.1996 aufgelassen) |
| Brücke über Wasserlauf |                                | Enns (Stahlkastenbrücke)                     | Enns (Stahlkastenbrücke)                     |
| Bahnhof | 51,722                         | Haus                                         | 698 m ü. A.                                  |
| Haltepunkt / Haltestelle | 53,420                         | Aich-Assach                                  | 693 m ü. A.                                  |
| Haltepunkt / Haltestelle | 57,725                         | Pruggern                                     | 690 m ü. A.                                  |
| Bahnhof | 59,879                         | Gröbming                                     | 676 m ü. A.                                  |
| Brücke über Wasserlauf |                                | Sölkbach                                     | Sölkbach                                     |
| Haltepunkt / Haltestelle | 63,351                         | Stein an der Enns                            | 667 m ü. A.                                  |
| Bahnhof | 67,798                         | Öblarn                                       | 663 m ü. A.                                  |
| Haltepunkt / Haltestelle | 70,999                         | Niederöblarn                                 | 656 m ü. A.                                  |
| Brücke über Wasserlauf |                                | Enns                                         | Enns                                         |
| Dienststation / Betriebs- oder Güterbahnhof | 73,066                         | St. Martin am Grimming (PV bis 9.12.2006)    | 649 m ü. A.                                  |
| ehemaliger Haltepunkt / Haltestelle | 77,968                         | Trautenfels (9.12.2006 aufgelassen)          | Trautenfels (9.12.2006 aufgelassen)          |
| Kilometer-Wechsel | 79,490 79,475                  | Fehlerprofil (-15 m)                         | Fehlerprofil (-15 m)                         |
| Abzweig geradeaus und von links |                                | Salzkammergutbahn von Attnang-Puchheim       | Salzkammergutbahn von Attnang-Puchheim       |
| Bahnhof | 80,372                         | Stainach-Irdning                             | 645 m ü. A.                                  |
| Abzweig geradeaus und nach links |                                | AB Ennstal-Milch                             | AB Ennstal-Milch                             |
| Blockstelle | 83,723                         | Abzw Liezen 1                                | Abzw Liezen 1                                |
| Haltepunkt / Haltestelle, ehemaliger Bahnhof | 83,829                         | Wörschach-Schwefelbad (ehem. Bhf)            | 644 m ü. A.                                  |
| Abzweig geradeaus und nach links | 88,999                         | Anschlussbahn (Awanst) Gipswerk Knauf        | Anschlussbahn (Awanst) Gipswerk Knauf        |
| Abzweig geradeaus und von links | 90,388                         | Anschlussbahn (Awanst) Gipswerk Knauf        | Anschlussbahn (Awanst) Gipswerk Knauf        |
| Bahnhof | 92,704                         | Liezen                                       | 642 m ü. A.                                  |
| Abzweig geradeaus und nach links |                                | Anschlussbahn Maschinenfabrik Liezen         | Anschlussbahn Maschinenfabrik Liezen         |
| Brücke über Wasserlauf |                                | Enns                                         | Enns                                         |
| Abzweig geradeaus und ehemals nach links | 94,572                         | Anschlussbahn Josef Deisl GmbH (abgebaut)    | Anschlussbahn Josef Deisl GmbH (abgebaut)    |
| Brücke |                                | Pyhrn Autobahn                               | Pyhrn Autobahn                               |
| ehemalige Blockstelle | 96,437                         | Abzw Selzthal West (geplant)                 | Abzw Selzthal West (geplant)                 |
| Abzweig geradeaus und ehemals nach rechts | 97,610                         | Schleife Selzthal (geplant) n. Selzthal Süd  | Schleife Selzthal (geplant) n. Selzthal Süd  |
| Brücke über Wasserlauf |                                | Palten                                       | Palten                                       |
| Abzweig geradeaus und von rechts |                                | Rudolfsbahn von St. Michael                  | Rudolfsbahn von St. Michael                  |
| Bahnhof | 98,912                         | Selzthal                                     | 639 m ü. A.                                  |
| Abzweig geradeaus und nach rechts |                                | Rudolfsbahn nach Kleinreifling               | Rudolfsbahn nach Kleinreifling               |
| Strecke |                                | Pyhrnbahn nach Linz                          | Pyhrnbahn nach Linz                          |

Die Ennstalbahn ist eine elektrifizierte normalspurige Hauptbahn in der Steiermark und dem Land Salzburg, welche ursprünglich durch die k.k. privilegierte Kaiserin-Elisabeth-Bahn erbaut und betrieben wurde. Die Bahn stellt eine wichtige Verbindung der Steiermark nach Westen in Richtung Salzburg, Westösterreich und Deutschland dar. Die Strecke ist mit Ausnahme eines sehr kurzen Abschnittes eingleisig. Von einem vor Jahrzehnten begonnenen Ausbau in Hinblick auf Zweigleisigkeit sind nur wenige Relikte erkennbar. Bedingt durch die vielen engen Kurven und einige ungesicherte Eisenbahnkreuzungen ist die Durchschnittsgeschwindigkeit für eine Hauptstrecke äußerst niedrig.

## Geschichte

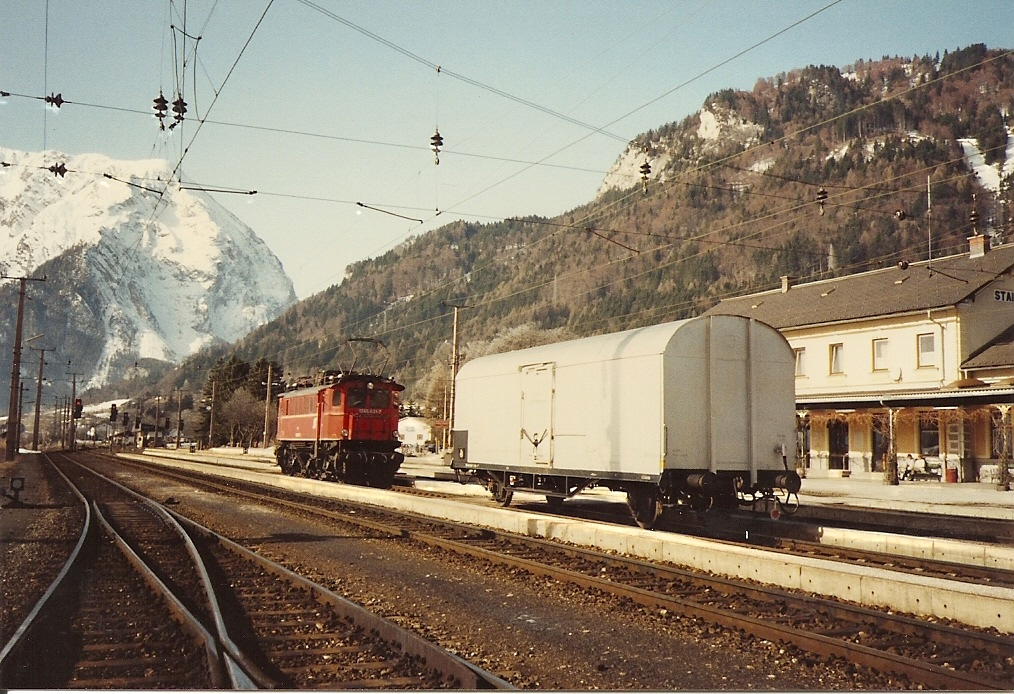
Bahnhof Stainach-Irdning vor dem Umbau (1992)

Die Bahnstrecke Selzthal–Bischofshofen–Wörgl wurde von der Kaiserin-Elisabeth-Bahngesellschaft gebaut und am 6. August 1875 eröffnet. Die Strecke wurde zeitweise auch „Giselabahn“ benannt. Rechtliche Grundlagen waren das Gesetz Nr. 48 vom 10. April 1872 sowie die Konzession vom 10. November 1872 laut Reichsgesetzblatt 170.
Im Jahr 1879 wurde für die Strecke Bischofshofen–Selzthal 97,974 km Baulänge angegeben. Ab dem 23. Oktober 1877 bestand für die Teilstrecke Stainach (heute Stainach-Irdning) – Selzthal eine Mitbenützungsvereinbarung seitens der k.k. priv. Kronprinz-Rudolf-Bahn-Gesellschaft (KRB).
Mit der Verstaatlichung der Kaiserin-Elisabeth-Bahn im Jahr 1884 gelangte die Strecke in das Eigentum des Staates, und wurde fortan von den k.k. österreichischen Staatsbahnen betrieben. Die Elektrifizierung der Strecke erfolgte nach dem Zweiten Weltkrieg in mehreren Teilabschnitten.
Ursprünglich war vorgesehen, die Ennstalbahn zumindest auf Teilstücken zweigleisig auszubauen. Rund um das Jahr 2000 wurde mit dem ersten Ausbauabschnitt zwischen der Haltestelle Wörschach-Schwefelbad und dem Bahnhof Stainach-Irdning begonnen, der wenige Jahre später – als einziger zweigleisiger Abschnitt der Ennstalbahn – fertiggestellt wurde. In diesem Bereich sind auf einem kurzen Teilstück sogar 120 km/h zulässig, was die höchstzulässige Geschwindigkeit der Ennstalbahn darstellt. Weitere Planungen sahen etwa den Ausbau der Abschnitte Stainach-Irdning – St. Martin am Grimming, Wörschach – Liezen Ost (Anschluss an Schleife Selzthal), Öblarn – St. Martin am Grimming, Radstadt – Mandling oder den Raum Haus im Ennstal vor. Doch derzeit sind alle diese Projekte nicht prioritär.

## Ausbau

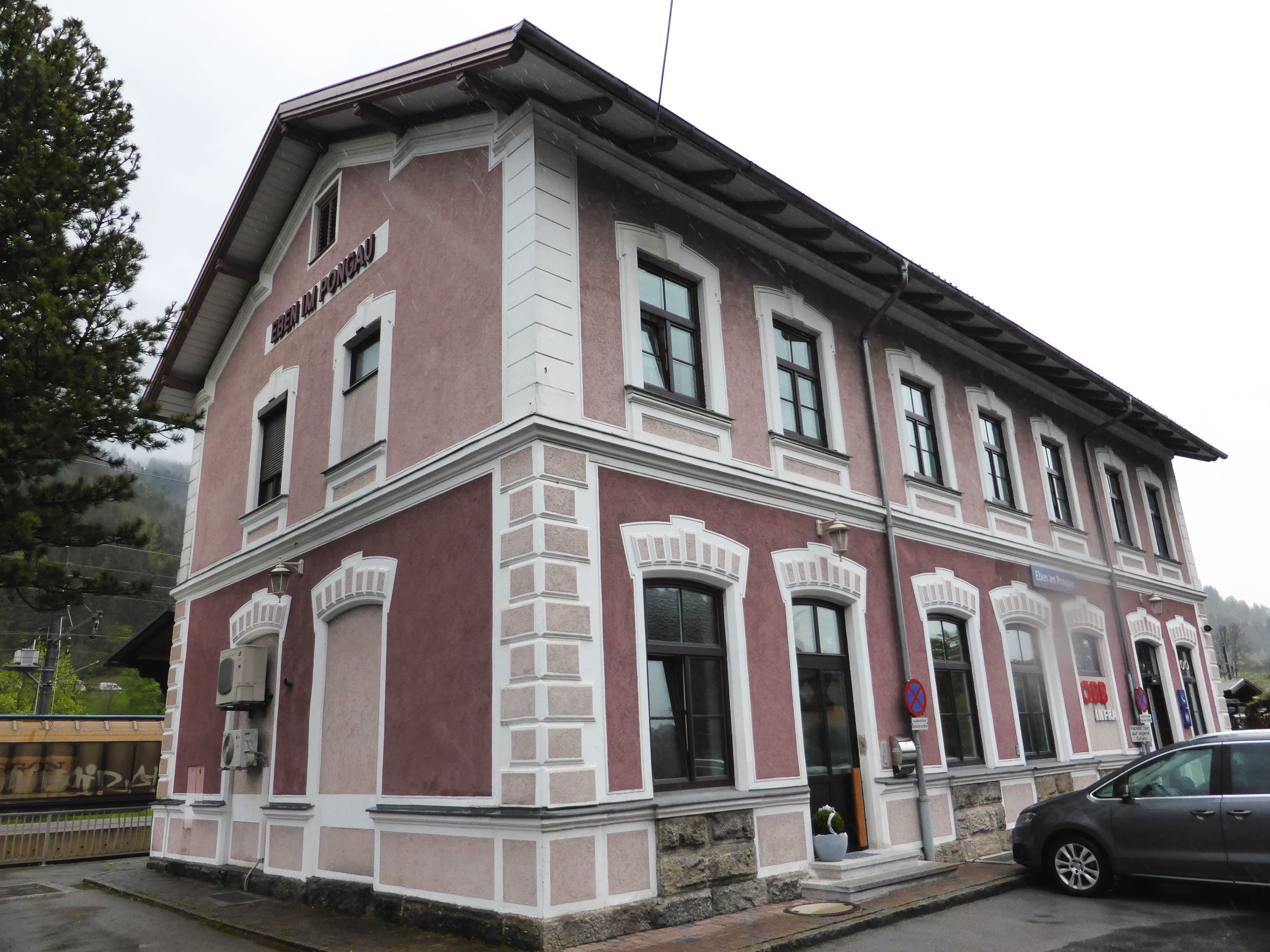
Aufnahmsgebäude Eben, im Originalzustand denkmalgeschützt

Als Vorbereitung für die Alpine Ski-WM 2013 wurden die Bahnanlagen des Bahnhof Schladming vollständig neu mit einem breiten, barrierefrei erreichbaren Mittelbahnsteig und einer Unterführung umgestaltet. Lediglich das historische Empfangsgebäude blieb erhalten. Zusätzlich wurde zwischen den Bahnhöfen Haus im Ennstal und Schladming eine Selbstblockstelle eingerichtet, um eine dichtere Zugfolge zu ermöglichen. In den Jahren 2016 und 2017 wurde der Bahnhof Liezen umgestaltet. Auch hier wurden eine Unterführung und ein neuer barrierefreier Mittelbahnsteig gebaut, zusätzlich wurde das historische Empfangsgebäude durch einen modernen Zweckbau ersetzt. Durch weitere Umgestaltung sind im steirischen Abschnitt zwischen Pichl und Selzthal die Regionalzüge inzwischen mit Ausnahme des Bahnhof Haus im Ennstal für Rollstuhlfahrer erreichbar.
Die Bahnhofsoffensive soll an der Ennstalbahn in den nächsten Jahren fortgesetzt werden, außerdem soll die Anzahl der Eisenbahnkreuzungen durch den Bau von Unter- und Überführungen reduziert werden. Bereits in den Jahren zuvor wurden Bahnhöfe laufend modernisiert und barrierefrei ausgestattet. Die Bahnsteige in Radstadt, Mandling und Haus im Ennstal gelten noch als veraltet und sind für Rollstuhlfahrer nicht zugänglich.
Im Februar 2024 kündigten die ÖBB folgende Ausbaumaßnahmen an
- Im Juli 2024 wurde die Eisenbahnkreuzung auf Höhe der 2006 geschlossenen Haltestelle Trautenfels modernisiert, zuvor war diese Eisenbahnkreuzung durch händisch gestellte Schranken gesichert.[7]
- Am 15. Dezember 2024 wurde die Haltestelle Hüttau eröffnet. Diese ist näher am Ortskern gelegen als der Bahnhof Hüttau Terminal, welcher für die Güter- und Betriebsabwicklung (Zugkreuzungen usw.) bestehen bleiben wird.[8]

Im ÖBB-Rahmenplan 2024–2029 werden zwar Finanzmittel für die Ennstalbahn definiert, Einzelprojekte aber nicht gelistet.

## Trassierung
Die Ennstalbahn verlässt den Bahnhof Bischofshofen nach Norden und biegt nach Querung der Salzach am Osthang des Salzachtals nach Osten in das Fritztal ein. Dabei wird im Kreuzbergtunnel ein zum gleichnamigen Berg gehöriger Rücken durchstoßen. Im Fritzbachtal geht es stetig, meist in Tallage, bergan, bis bei Eben auf 856 m ü. A. die Talwasserscheide zum Ennspongau erreicht ist. Von nun an fällt die Bahnlinie stetig, meist kurvenreich am Talgrund des Ennstals entlangführend, bis zum Endbahnhof Selzthal. Dabei werden aufgrund kostengünstiger Bauweise Schwemmkegel der Seitentäler geländeadaptiert wie auch Feuchtgebiete (zum Beispiel das Wörschacher Moos) umfahren. Streckenbegradigungen haben seit der Erbauung nicht stattgefunden.

## Personenverkehr

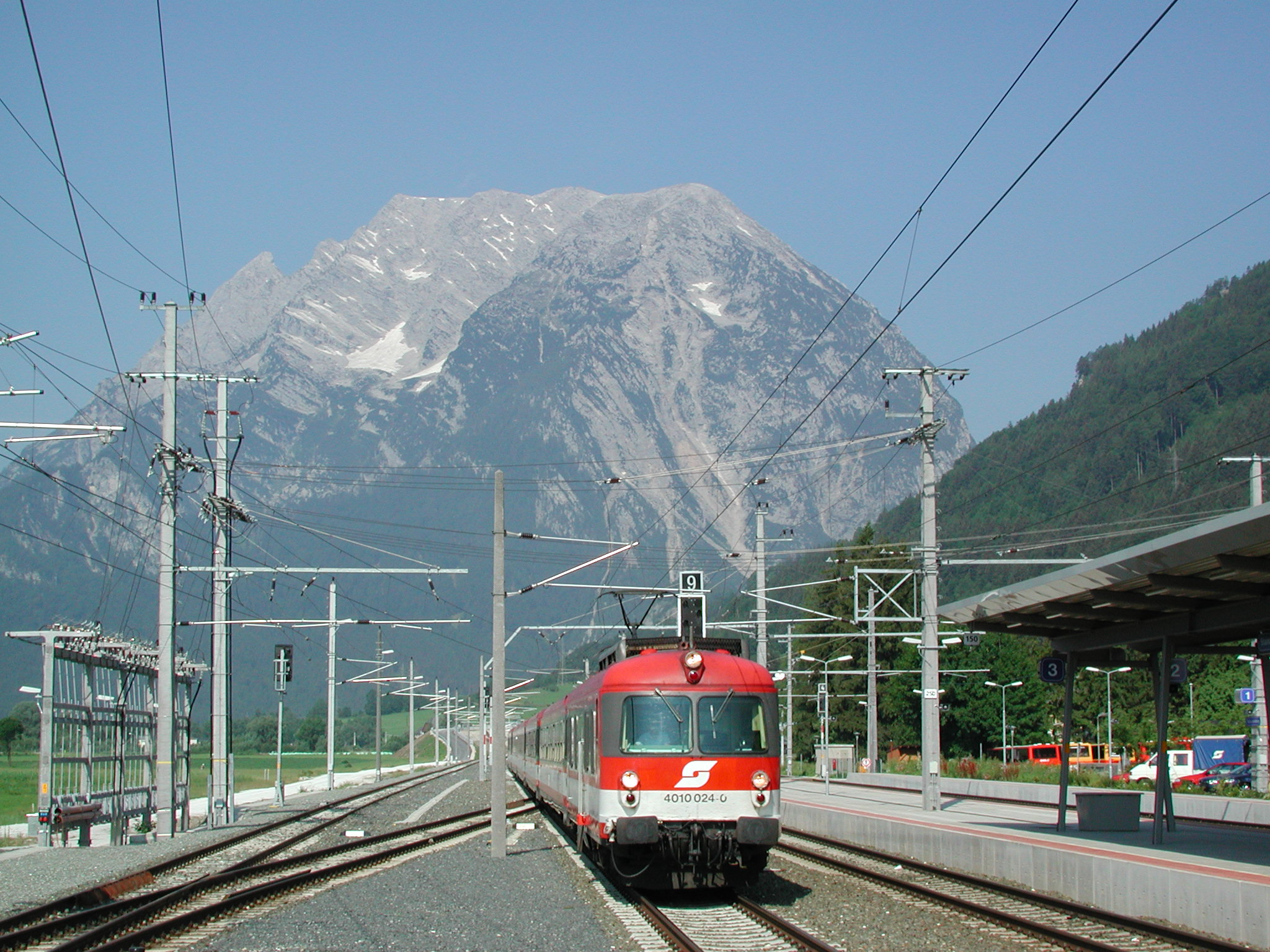
Triebzug 4010 im Bahnhof Stainach-Irdning mit Grimming (2003)

Auf der Strecke gibt es täglich einen 2-Stunden-Takt im Fernverkehr, bestehend aus EuroCitys Graz-Zürich/Saarbrücken/Frankfurt und InterCitys Graz – Salzburg/Innsbruck. Im westlichen Abschnitt der Ennstalbahn zwischen Bischofshofen und Schladming, im Bundesland Salzburg, verkehren erst seit dem Fahrplanwechsel am 11. Dezember 2022 Regionalzüge im Zweistundentakt. In Schladming besteht dann Anschluss an die Züge Richtung St. Michael. Die Ankunfts/-Abfahrtszeiten sind jedoch nicht aufeinander abgestimmt (meistens mit 90–100 Minuten Wartezeit). Auf Steirischer Seite bedienen, alle zwei Stunden, Regionalzüge bzw. Regionalexpress-Züge (REX) die Linie St. Michael – Schladming. Einige verkehren weiter bis Radstadt. Dieser vertaktete Nahverkehr basiert auf dem Landes-Projekt „Obersteirertakt“ und wurde mit Fahrplanwechsel 2005/2006 eingeführt. Bis Dezember 2022 bedienten lediglich zwei täglich verkehrende Regionalzüge den Streckenabschnitt Bischofshofen–Schladming. Die noch fehlenden Regionalzugpaare wurden im Schienenersatzverkehr geführt. Im Hinblick auf internationale Wintersport-Großveranstaltungen wurde der Bahnhof Schladming erheblich umgebaut.
Am 11. Dezember 2011 wurde die Zahl der über die Ennstalbahn führenden direkten Fernverbindungen Graz – Salzburg für das Fahrplanjahr 2012 von sechs auf drei verringert. Als Begründung wurde „zu geringe Kundenakzeptanz“ angegeben, ein Jahr später wurden jedoch wieder mehr Verbindungen angeboten: täglich fünf direkt verkehrende Schnellzugpaare Graz – Salzburg – Graz und zwei auf der Linie Graz – Innsbruck – Graz.
Seit 15. Dezember 2013 gibt es auf der Ennstalbahn ein verbessertes Angebot: Sechs direkte Fernverbindungen Graz – Salzburg und zwei mit Umsteigen in Bischofshofen, sowie drei direkte Fernverbindungen Graz – Innsbruck, und fünf mit Umsteigen in Salzburg. Insgesamt werden zwischen Selzthal und Bischofshofen neun durchgehende Schnellzug-Verbindungen angeboten.
Außerdem befährt auch das EuroNight-Zugpaar EN 464/465 „Zürichsee“ (Graz – Zürich – Graz) diese Strecke. Weiters verkehren vier REX-Zugpaare der Pyhrnbahnlinie bis/ab Liezen.
Die Fernverkehrszüge kreuzen einander planmäßig im Bahnhof Haus im Ennstal, die Regionalzüge in Öblarn. Regional- und Fernzüge kreuzen einander planmäßig in Liezen.

## Güterverkehr
Lokaler Güterverkehr findet nur noch in geringem Umfang statt. So fahren zwischen Selzthal und St. Martin am Grimming zweimal wöchentlich Holzgüterzüge. Seit 2003 verkehrt werktags ein von den SLB geführtes Ganzzugspaar für die Firma Kaindl zwischen Salzburg Liefering und Hüttau Terminal. Planmäßig traktioniert die SLB 91 (Siemens ES64U4) diese Züge.

## Fahrzeugeinsatz

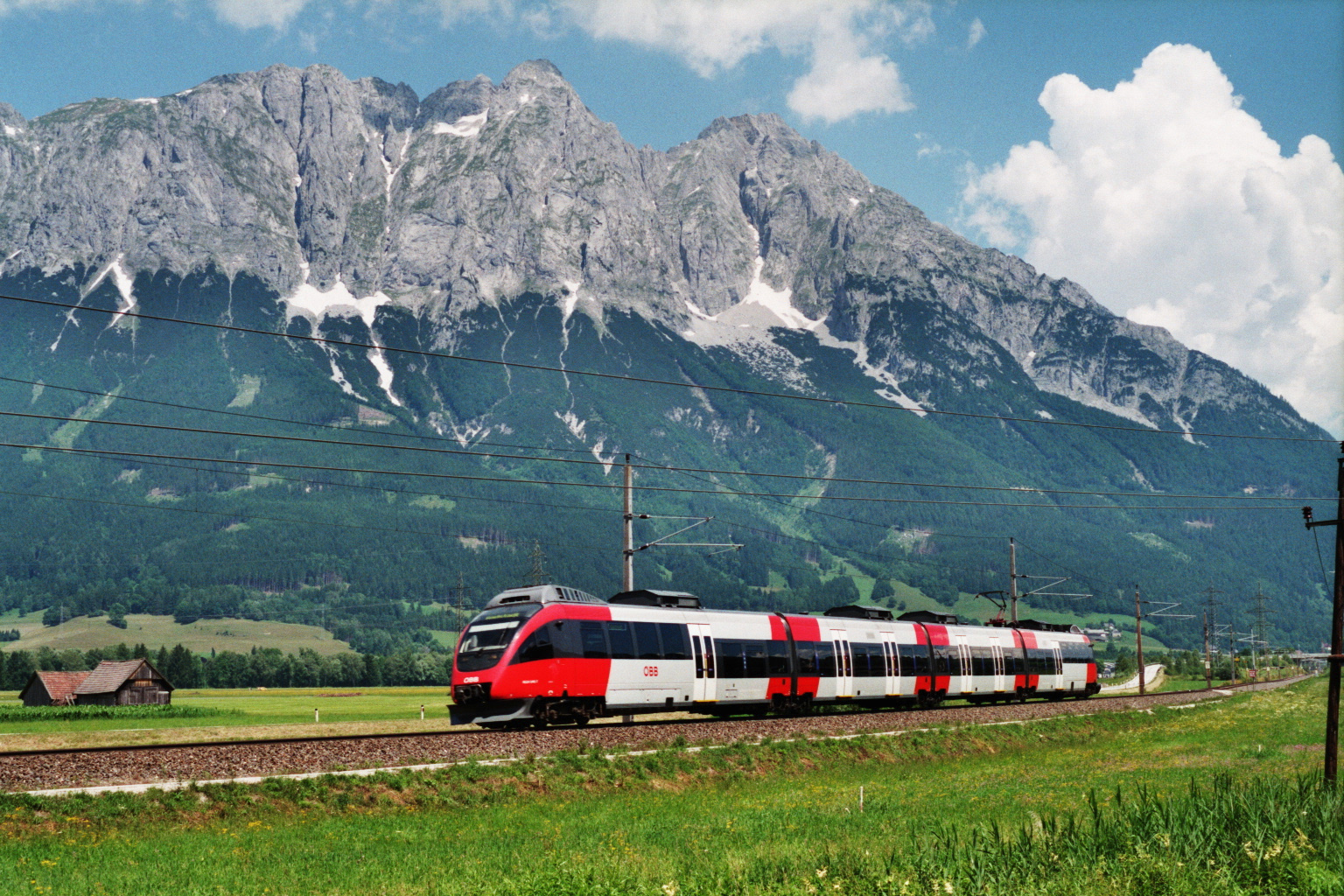
Triebwagen der Reihe 4024 am Fuß des Grimming

Im Fernverkehr zwischen Graz und Salzburg bzw. Innsbruck verkehren lokbespannte Wendezüge als Inter-City, Die aus InterCity-Wagen und einem CityShuttle-Steuerwagen und manchmal auch noch einem CS-Mittelwagen, bespannt mit einer ÖBB 1144 oder einer 1116. Zusätzlich verkehren Wendezüge aus deutschen InterCity-Wagen und einer ÖBB 1116 oder DB 101 als ÖBB/DB-EuroCity via Salzburg nach Saarbrücken und nach Frankfurt (Main), hinzu kommt das ÖBB/SBB-EuroCity-Zugpaar 163/164 aus Schweizer und österreichischen InterCity-Wagen und einer Öbb 1116 von Graz nach Zürich via Innsbruck.
Regionalzüge (R, REX) werden mit Triebwagen der Reihe ÖBB 4024 und in den Tagesrandlagen auch mit City-Shuttle-Wendezügen geführt.